# 볼루 드 아호스
볼루 드 아호스(포르투갈어: bolo de arroz)는 밀가루와 쌀가루를 넣어 만드는 포르투갈의 빵이다. 포르투갈어 "볼루 드 아호스"는 "쌀 케이크"라는 뜻이다.

## 같이 보기
- 머핀
- 컵케이크